# Солонець (річка)
Солонець (рос. Овр. Верхний Солонец) — річка в Україні у Білозерському районі Херсонської області.

## Опис
Довжина річки приблизнл 12,47[джерело?] км, найкоротша відстань між витоком і гирлом — 10,67  км, коефіцієнт звивистості річки — 1,17 . Формується декількома безіменними струмками та загатами.

## Розташування
Бере початок на південно-західній стороні від села Надеждівка. Тече переважно на південний захід через села Томину Балку, Новодмитрівку і на східній стороні від села Софіївки впадає у озеро Солонець.

## Цікаві факти
- На річці біля села Томина Балка розташований Рибальський хутір[4].
- У селі Томина Балка річку перетинає автошлях Т 1501 (автомобільний шлях територіального значення в Білозерському районі Херсонської області та Жовтневому районі

Миколаївської області)
- У XIX столітті понад річкою з обох сторін існувало багато водяних млинів[2].